# Harpalinae
Harpalinae potporodica trčuljušaka koja sadrži više od 3.000 vrsta u 4 plemena širom sveta, prema Karabkat bazi podataka. Retko korišćeno uobičajeno ime za potporodicu je harp bube. Harpalinae sadrže najapomorfnije kopnene bube, pokazujući širok spektar oblika i ponašanja. Neke su, retke među trčuljušcima, svejedi ili čak biljojedi.

## Sistematika
Više blisko povezanih taksona su razni autori tretirali kao podređene Harpalinae. 24 plemena i više od 6.000 vrsta su ranije bile uključene u Harpalinae. Kao rezultat nedavnih filogenetskih istraživanja, većina tih plemena je premeštena u druge potporodice ili unapređena u sopstvene potporodice. Harpalinae se trenutno sastoji od 4 plemena i oko 3.100 vrsta.

## Plemena
Ova četiri plemena pripadaju podporodici Harpalinae.
- Anisodactylini Lacordaire, 1854
- Harpalini Bonelli, 1810
- Pelmatellini Bates, 1882
- Stenolophini Kirby, 1837